# NBA Live 18
NBA Live 18 est un jeu vidéo de sport développé par EA Games et publié par Electronic Arts en 2017.
Pour la première fois, l'ensemble des joueuses et des équipes de la ligue féminine, la WNBA, sont inclus dans NBA Live 18.